# Joseph Valentin Boussinesq
Joseph Valentin Boussinesq (Saint-André-de-Sangonis, 13 de março de 1842 — Paris, 19 de fevereiro de 1929) foi um físico e matemático francês.
Seu pai era camponês, sua mãe morreu quando ele tinha 15 anos e sua educação inicial foi conduzida por um tio padre que lhe ensinou latim e grego. Logo depois passou a frequentar o Liceu de Montpellier, passa a estudar matemática e
mecânica, enquanto também interessa por religião e filosofia. 
Aos 20 anos começa a ensinar no Collège d'Agde. Nesta época publica seu primeiro artigo no Comptes Rendus da Academia Francesa de Ciências, sobre o problema de um jato d'água incidindo sobre uma placa plana.
A seguir se muda para Vigan, onde conduz seus primeiros estudos sobre óptica. 
Sua tese de doutorado é apresentada, em 1867, na Academia Francesa de Ciências, sobre a propagação de calor em um meio heterogêneo. Ao mesmo tempo publicava um artigo na Academia sobre pequenas deformações de corpos elásticos sujeitos a uma carga exercida nas três direções principais.
Em 1868, durante uma visita aos Alpes franceses, começa a se interessar por hidrodinâmica. Em contato com Saint-Venant, a única pessoa com a qual ele discutia questões técnicas, Boussinesq passa a demonstrar um interesse pronunciado em obter emprego como professor universitário.
Examinando escoamentos turbulentos, trava contato com os experimentos de Henri Emile Bazin e reconhece a origem da formação dos turbilhões como sendo ação da viscosidade. Contrariamente a Navier e a Stokes, Boussinesq deduziu que a ação da viscosidade não depende unicamente do fluido, mas também da posição dentro do escoamento e da intensidade da turbulência. Foi o primeiro pesquisador a quantificar a turbulência.
Em 1886 foi eleito Membro da Academia de Ciências de Paris.
Professor de física na Faculdade de Ciências de Lille e École centrale de Lille, em 1872, posteriormente lecionou, na Faculdade de Ciências de Paris, mecânica e física experimental (1886-1896), depois física, matemática e cálculo das probabilidades até 1913.
Seus trabalhos principais relacionam-se à Mecânica Geral e Física, às teorias de propagação do calor e da óptica, à capilaridade, à elasticidade e resistência dos materiais.

## Obras
- Théorie de l'écoulement tourbillonnant et tumultueux des liquides dans les lits rectilignes a grande section (vol.1) (Gauthier-Villars, 1897)
- Cours d'analyse infinitésimale  à l'usage des personnes qui étudient cette science en vue de ses applications mécaniques et physiques Tome 1, Fascicule 1 (Gauthier-Villars et fils, 1887-1890)
- Cours d'analyse infinitésimale  à l'usage des personnes qui étudient cette science en vue de ses applications mécaniques et physiques Tome 1, Fascicule 2 (Gauthier-Villars et fils, 1887-1890)
- Cours d'analyse infinitésimale  à l'usage des personnes qui étudient cette science en vue de ses applications mécaniques et physiques Tome 2, Fascicule 1 (Gauthier-Villars et fils, 1887-1890)
- Cours d'analyse infinitésimale  à l'usage des personnes qui étudient cette science en vue de ses applications mécaniques et physiques Tome 2, Fascicule 2 (Gauthier-Villars et fils, 1887-1890)
- Théorie analytique de la chaleur Volume 1 (Gauthier-Villars, 1901-1903)
- Théorie analytique de la chaleur Volume 2 (Gauthier-Villars, 1901-1903)
- Leçons synthétiques de mécanique générale servant d'introduction au cours de mécanique physique de la Faculté des sciences de Paris  (Gauthier-Villars, 1889)
- Application des potentiels à l'étude de l'équilibre et du mouvement des solides élastiques (Gauthier-Villars,1885)

## Fonte de referência
- FREIRE, A.P.S., Turbulência e seu desenvolvimento histórico. Edição eletrônica, disponível em 5 jan 2008.